# تخزين الطاقة بالتبريد
مفهوم تخزين الطاقة بالتبريد (بالإنجليزية: Cryogenic energy storage) يشير إلى استخدام السوائل ذات درجة الحرارة المنخفضة (المبردة) مثل الهواء السائل أو النيتروجين السائل لـ تخزين الطاقة. وتستخدم سوائل التبريد سابقة الذكر في تشغيل السيارات. في بادئ الأمر، قام المخترع بيتر ديرمان بتطوير سيارة تعمل بالهواء السائل، وبعدها استخدم تقنية قام بوضعها بنفسه لـ شبكة تخزين الطاقة. وقد جرى استخدام هذه التقنية بصورة تجريبية في إحدى محطات توليد الطاقة بالمملكة المتحدة.

## معلومات تاريخية
لقد تم صناعة السيارات التي تعمل بالهواء السائل، والتي يطلق عليها ليكويد إير، في الفترة من عام 1899 وحتى عام 1902. وفي الآونة الأخيرة، تمت صناعة السيارة التي تعمل بالنيتروجين السائل. وتمكن المخترع الذي يعمل لحسابه الخاص، بيتر ديرمان في هيرتفوردشاير، بالمملكة المتحدة، والذي كان له سبق اختراع السيارة التي تعمل بالهواء السائل، من ابتكار تقنية يمكن استخدامها كـ شبكة لتخزين الطاقة. ويختلف محرك ديرمان عن غيره من تصاميم المحركات التي تعمل بالنيتروجين من حيث إن النيتروجين يتم تسخينه عن طريق دمجه مع سائل المبادِل الحراري الموجود داخل أسطوانة المحرك.

## شبكة تخزين الطاقة

### العملية
عندما تكون الكهرباء أقل تكلفة (عادةً في الفترات الليلية)، يمكن استخدامها في تبريد الهواء من درجة حرارة الجو إلى درجة 195 درجة كلفن، وذلك عن طريق استخدام دورة كلود حتى يصل إلى النقطة التي يسيل فيها. ويمكن الاحتفاظ بـ الهواء السائل، والذي يشكل واحدًا على ألف من حجم الغاز، لفترة طويلة في قارورة خوائية كبيرة عند الضغط الجوي. وفي أوقات الطلب المتزايد على الكهرباء، يتم ضخ الهواء السائل عند ضغط عالٍ ليصل إلى المبادِل الحراري، والذي يعمل بمثابة غلاية (صناعة). ويستخدم هواء من الجو عند درجة حرارة الغرفة أو ماء ساخن من مصدر تسخين صناعي لتسخين السائل وتحويله مرة أخرى إلى غاز. ويتم استغلال الزيادة الهائلة في الحجم والضغط المتولد هذا في تشغيل التربين، ومن ثَم توليد الكهرباء.

### الكفاءة
تبلغ نسبة كفاءة هذه العملية في حالة العزل 25% فقط، غير أن هذه النسبة تزيد بشكل كبير (لتصل إلى حوالي 50%) عند استخدامها مع مخزن تبريد ذي درجة منخفضة، كسرير كبير مفروش بالحصى، وذلك لالتقاط البرودة الناتجة عن تبخير سائل التبريد. وتستخدم هذه البرودة مجددًا أثناء دورة التبريد التالية.
وتتم زيادة الكفاءة أكثر من ذلك عندما يتم استخدامها جنبًا إلى جنب مع محطة طاقة أو أي مصدر آخر من مصادر الحرارة ذات الدرجة المنخفضة، والتي بدونها ستتبدد الحرارة في الجو. وتعتقد شركة هاي فيو لتخزين الطاقة (Highview Power Storage) أن كفاءة التيار المتردد الذي يمر ذهابًا وإيابًا تصل نسبته إلى 70%، باستخدام مصدر حرارة عادِمة آخر عند درجة حرارة تبلغ 115 درجة مئوية. ويقر معهد المهندسين الميكانيكيين (IMechE) بأن تلك التقديرات الخاصة بالمحطة المنشأة على نطاق تجاري واقعية.
وحاليًا يتم استخراج فائض النيتروجين السائل باعتباره منتجًا ثانويًا في عملية إنتاج الأكسجين السائل. كذلك، يمكن استخدام الأكسجين السائل في محطات توليد الطاقة من الفحم من خلال عملية احتراق في وجود الأكسجين، مما يتيح إمكانية التقاط ثاني أكسيد الكربون وعزله. وتعد عملية تقطير الهواء المبرِد التقنية الوحيدة المجدية تجاريًا لإنتاج الأكسجين على نطاق واسع.

### وحدة صناعية تجريبية
قام باحثون من  جامعة ليدز وشركة هاي فيو لتخزين الطاقة (Highview Power Storage)، بتطوير نظام تجريبي للطاقة المبردة. ويعمل هذا النظام بطاقة 300 كيلو وات وسعة تخزين تصل إلى 2.5 ميجا وات/ساعة، ويستخدم الهواء السائل (مع التخلص من ثاني أكسيد الكربون والماء نظرًا لأنهما يتحولان إلى مواد صلبة عند درجة حرارة التخزين)؛ حيث يتم تخزين الطاقة وتنبعث حرارة عادمة ذات درجة منخفضة لتعزيز إعادة التمدد الحراري للهواء. ويتم تشغيل هذا النظام عند محطة للطاقة تعمل بالوقود الحيوي قدرة 80 ميجا وات في سلاو، المملكة المتحدة، منذ عام 2010. وبلغت درجة كفاءة هذا النظام حوالي 60 بالمائة.
ويستند هذا النظام إلى تكنولوجيا مجربة، ويمكن استخدامه بأمان في العديد من العمليات الصناعية، ولا يتطلب وجود أية عناصر نادرة التواجد بشكل خاص أو أي مكونات مكلفة ليتم تشغيله. في هذا الإطار، يقول الدكتور تيم فوكس رئيس قسم الطاقة بمعهد المهندسين الميكانيكيين «يستخدم هذا النظام مكونات صناعية قياسية...، وسيستمر تواجده لعقود طويلة، ويمكن تثبيته باستخدام مفتاح ربط.»

## اقرأ أيضًا
- نظام طاقة تخزين بحدافة
- حدافة تخزين الطاقة